# Felix Drahotta
Felix Drahotta (* 1. Januar 1989 in Bad Doberan) ist ein deutscher Ruderer. 
Drahotta startet für den Rostocker Ruderclub von 1885. Im Februar 2007 gewann Drahotta bei den inoffiziellen Ruderergometer-Weltmeisterschaften in Boston mit einer Zeit von 5:59,7 Minuten in der Juniorenklasse. Im Sommer 2007 wurde Drahotta mit dem deutschen Achter Juniorenweltmeister bei den Junioren-Weltmeisterschaften. Mit einem fünften Platz beim Ruder-Weltcup in Posen im Juni 2008 qualifizierte er sich zusammen mit Tom Lehmann im Zweier ohne Steuermann für die Olympischen Spiele 2008 in Peking. Dort belegten die beiden den vierten Platz in der olympischen Regatta. 

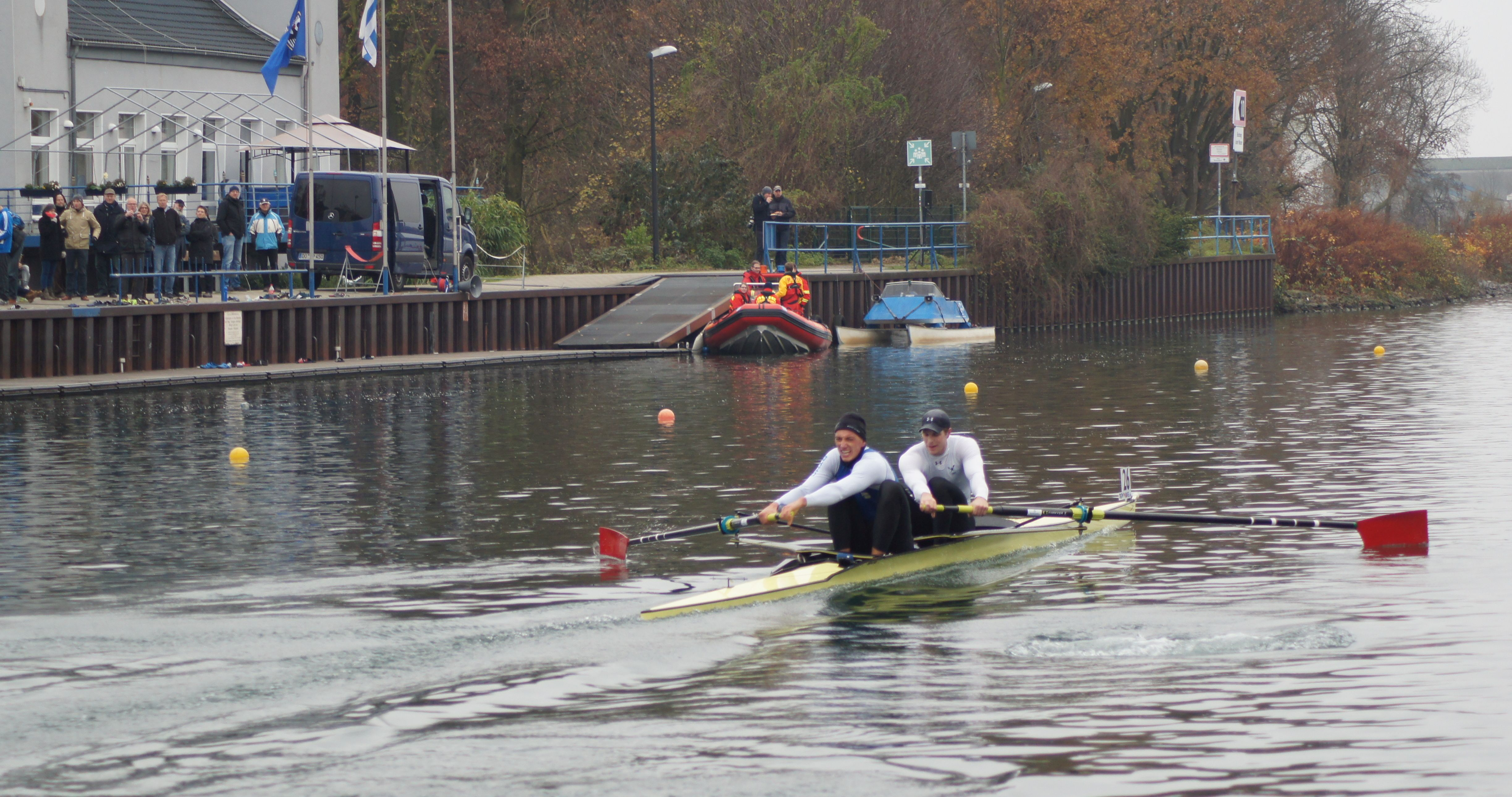
Felix Drahotta (links) mit Richard Schmidt (2014)

Im Olympiazyklus vor den Olympischen Sommerspielen 2012 in London war Drahotta international ausschließlich im Zweier ohne Steuermann aktiv. Mit Nils Menke belegte er bei den Weltmeisterschaften 2009 den siebten Platz, dann konnte er sich im Folgejahr aber nicht für die Weltmeisterschaften in Neuseeland qualifizieren. In der Saison 2011 wurde er zusammen mit Maximilian Munski im Zweier für die Weltmeisterschaften nominiert, wo das Duo einen sechsten Platz belegte. In der olympischen Saison wurde Drahotta bei der DRV-Kleinbootüberprüfung in Duisburg zusammen mit seinem Zweierpartner Anton Braun das schnellste Boot im Kader, später wurden beide in dieser Kombination auch für die Olympischen Spiele in London nominiert. Bei der olympischen Ruderregatta belegte die deutsche Mannschaft Platz 7.
Nach den Spielen von London konnte Drahotta sich fest im Kader des Deutschland-Achters etablieren. Bei den Europameisterschaften 2013 gewann er mit der Goldmedaille im deutschen Achter seinen ersten internationalen Titel in der Erwachsenenklasse, später gewann die Mannschaft mit ihm bei den Ruder-Weltmeisterschaften 2013 auch die Silbermedaille hinter dem Vereinigten Königreich. Beide Erfolge konnte Drahotta als Mitglied des Deutschland-Achters sowohl im Jahr 2014 als auch 2015 bei jeweils EM und WM wiederholen. Bei den Europameisterschaften 2014 führte Drahotta den Achter dabei als Schlagmann an. 2016 gewann Deutschland bei den Europameisterschaften vor den Russen und den Briten, im Weltcup gewann zweimal der niederländische Achter. Im Finale der Olympischen Spiele 2016 war dann der Zieleinlauf wieder wie bei den Weltmeisterschaften 2013 bis 2015, hinter den Briten erhielten die Ruderer des Deutschland-Achters die Silbermedaille.
Für seine sportlichen Leistungen wurde Drahotta am 1. November 2016 von Bundespräsident Gauck mit dem Silbernen Lorbeerblatt ausgezeichnet.
Felix Drahotta ist 1,99 m groß und wiegt 99 kg.

## Internationale Erfolge
- 2007: 1. Platz Ergometer-Weltmeisterschaften (Junioren)
- 2007: 1. Platz Junioren-Weltmeisterschaften im Achter
- 2008: 4. Platz Olympische Spiele im Zweier ohne Steuermann
- 2009: 7. Platz Weltmeisterschaften im Zweier ohne Steuermann
- 2011: 6. Platz Weltmeisterschaften im Zweier ohne Steuermann
- 2012: 7. Platz Olympische Spiele im Zweier ohne Steuermann
- 2013: 1. Platz Europameisterschaften im Achter
- 2013: 2. Platz Weltmeisterschaften im Achter
- 2014: 1. Platz Europameisterschaften im Achter
- 2014: 2. Platz Weltmeisterschaften im Achter
- 2015: 1. Platz Europameisterschaften im Achter
- 2015: 2. Platz Weltmeisterschaften im Achter
- 2016: 1. Platz Europameisterschaften im Achter
- 2016: 2. Platz Olympische Spiele im Achter